# Boroulakh
Le Boroulakh (en russe : Борулах) est une rivière coulant en Iakoutie. C'est un affluent gauche de l'Adytcha, donc un sous-affluent du fleuve l'Iana.

## Géographie
La longueur du Boroulakh est de 316 km et le bassin versant de 9 470 km2,.